# Camillo Crociani
Camillo Crociani (Roma, 12 ottobre 1921 – Città del Messico, 15 dicembre 1980) è stato un dirigente d'azienda e dirigente sportivo italiano.
Fu presidente ed amministratore delegato di Finmare (finanziaria dell'IRI) e di Finmeccanica. Per un breve periodo intraprese anche la carriera dirigenziale in ambito sportivo come consigliere della Lazio. Fu coinvolto nel grave caso di corruzione ricordato come scandalo Lockheed in seguito al quale riparò a Città del Messico prima di essere raggiunto da un mandato di cattura internazionale.

## Biografia
Dopo un'infanzia difficile, orfano di entrambi i genitori, si diploma non senza difficoltà all'accademia di educazione fisica. Ufficiale nella seconda guerra mondiale, parà della Folgore fu addestratore paracadutista a Tarquinia. Sposa nel 1944 Mirella Bogliolo con la quale avrà due figli: Daniela e Claudio.
Dopo la guerra inizia a commerciare in residuati bellici americani. Nel 1956 fonda la Industrial Import, che nel 1968 diventerà CISET (in seguito Vitrociset). Nel 1957 ricopre anche per un breve periodo la carica di consigliere della Lazio.
Il 18 aprile 1968 diviene presidente e poi amministratore delegato della Finmare. Viene insignito nel 1969 della laurea honoris causa in ingegneria dall'università di Trieste. Nel 1970 ottiene (dalla Sacra Rota) lo scioglimento del matrimonio con la prima moglie, che gli permette di sposare in seconde nozze Edoarda Vesselowski, un passato da attrice e di 20 anni più giovane, con la quale avrà due figlie, Camilla, coniugata con Carlo di Borbone e Cristiana, coniugata con Nicolas Delrieu.
Nel luglio del 1974 diventa presidente di Finmeccanica fino al febbraio del 1976, quando fugge all'estero utilizzando un elicottero che lo preleva dalla sua villa di San Felice Circeo poco prima che sia eseguito nei suoi confronti un mandato di cattura spiccato dalla magistratura italiana a seguito dell'inchiesta per un giro di mazzette nell'ambito del caso Lockheed. Nel 1979 viene confermata la condanna in contumacia alla pena di 2 anni e 4 mesi di reclusione, oltre a 400000 lire di multa. Evita il carcere con la fuga in Messico, dove muore, a causa di un tumore, nel 1980.
Nel 1998 la figlia Camilla sposa a Montecarlo il trentacinquenne Carlo di Borbone, erede della famiglia che regnò nelle Due Sicilie.